# Congreso Nacional de Software Libre de Venezuela
El Congreso Nacional de Software Libre (CNSL) es un evento itinerante que visita una ciudad cada fin de semana durante tres meses y se realiza en Venezuela desde el año 2005. El evento reúne a activistas por la libertad del software y usuarios GNU/Linux. 
El Primer Congreso Nacional de Software Libre es organizado por entusiastas que formaban parte del Grupo de Usuarios UNPLUG Archivado el 21 de junio de 2009 en Wayback Machine., luego fue organizándose en un modelo llamado GLoVE y actualmente es parte de las actividades de Proyecto GNU de Venezuela
Los organizadores se plantearon como objetivos realizar un evento de Software Libre en Venezuela que tuviese un alcance nacional a través de eventos regionales, logrando así un evento itinerante realizado en varias ciudades del país y apuntalada por comunidades locales.
El Congreso Nacional de Software Libre, intenta mostrar una vista integral y profunda sobre el movimiento del software libre sus características y posibilidades, destacando los cuestionamientos éticos del movimiento.
El evento concentra a los expertos nacionales como internacionales que exponen sobre los proyectos en que están involucrados. Propicia el encuentro de usuarios y comunidades de software para el intercambio de ideas y el debates.
Richard Stallman, fundador del movimiento por el Software Libre (enlace roto disponible en Internet Archive; véase el historial, la primera versión y la última). y creador del sistema operativo GNU. Participó los 10 primeros años seguidos con su charla y sus consejos para la comunidad: "El mundo entero ha visto muchas actividades locales para promover el software libre o el sistema operativo GNU/Linux. Ahora por primera vez vemos una actividad al nivel nacional que intenta difundir las ideas de libertad en la informática no sólo en el capital sino en todos partes del país, que se imite en todos países."
Este tipo de congreso se realiza en varios países latinoamericanos, con la finalidad de dar a conocer el verdadero significado de Software Libre y su Filosofía; “Muchos usuarios y usuarias en el mundo no conocen el término de Software Libre, porque empresas, políticos y medios de comunicación en el mundo lo llaman Código Abierto, con el propósito de confundirlos”, sostiene Stallman.

## Primer Congreso Nacional de Software Libre (1erCNSL)
Se celebró en el año 2005, la organización de esta versión fue por el Grupo de Usuarios UNPLUG y el equipo nacional lo conformaron Octavio Rossell, Carlos Silombria y Vladimir Llanos, con el apoyo de quienes durante 2 meses llevaron a cabo 9 ciudades del país, en este orden: Barinas, Táchira, Mérida, Trujillo, Lara, Portuguesa, Zulia, Distrito Capital (Caracas) y Carabobo. Los organizadores estimaron una asistencia de 1200 personas.
Galería Fotográfica

## Segundo Congreso Nacional de Software Libre (2CNSL)
Para el año 2006, se logró organizar 13 sedes: Zulia, Táchira, Barinas, Mérida, Trujillo, Lara, Portuguesa, Aragua, Carabobo, Distrito Capital (Caracas), Sucre, Monagas y Falcón. Fue organizado por GLoVE. Logró reunir a poco menos de 2300 personas, se extendió por tres meses.
Galería Fotográfica

## Tercer Congreso Nacional de Software Libre (CNSL3)
En el 2007 estuvo en 13 ciudades de Venezuela: Falcón, Carabobo, Distrito Capital (Caracas), Anzoátegui, Sucre, Monagas, Bolívar, Barinas, Mérida, Portuguesa, Lara, Trujillo y Zulia. El total de participantes se estima en 3500 personas con una duración de 3 meses.
Galería Fotográfica

## Cuarto Congreso nacional de Software Libre (CNSLv4)
Celebrado entre abril y julio de 2008, contando con 14 ciudades sedes como: Zulia, Carabobo, Yaracuy, Gran Caracas (Caracas), Trujillo, Portuguesa, Mérida, Aragua, Lara, Bolívar, Monagas, Sucre, Táchira y Anzoátegui. Con un total de 85 ponentes Nacionales y 2 ponentes internacionales. La asistencia se cuenta entre 4500 personas.
Galería Fotográfica

## Quinto Congreso Nacional de Software Libre (5CNSL)
Se inicia en Maracaibo el 17 y 18 de abril de 2009 en el Auditorio Alí Primera de la UNEFA en su núcleo de La Cotorrera, siguiendo por las ciudades: Barcelona, Carúpano, Ciudad Bolívar, San Juan de Los Morros, Mérida, Maturín, Maracay, Barquisimeto, San Felipe, Guasdualito y Caracas, totalizando 12 sedes.
Galería Fotográfica

### Sede Caracas

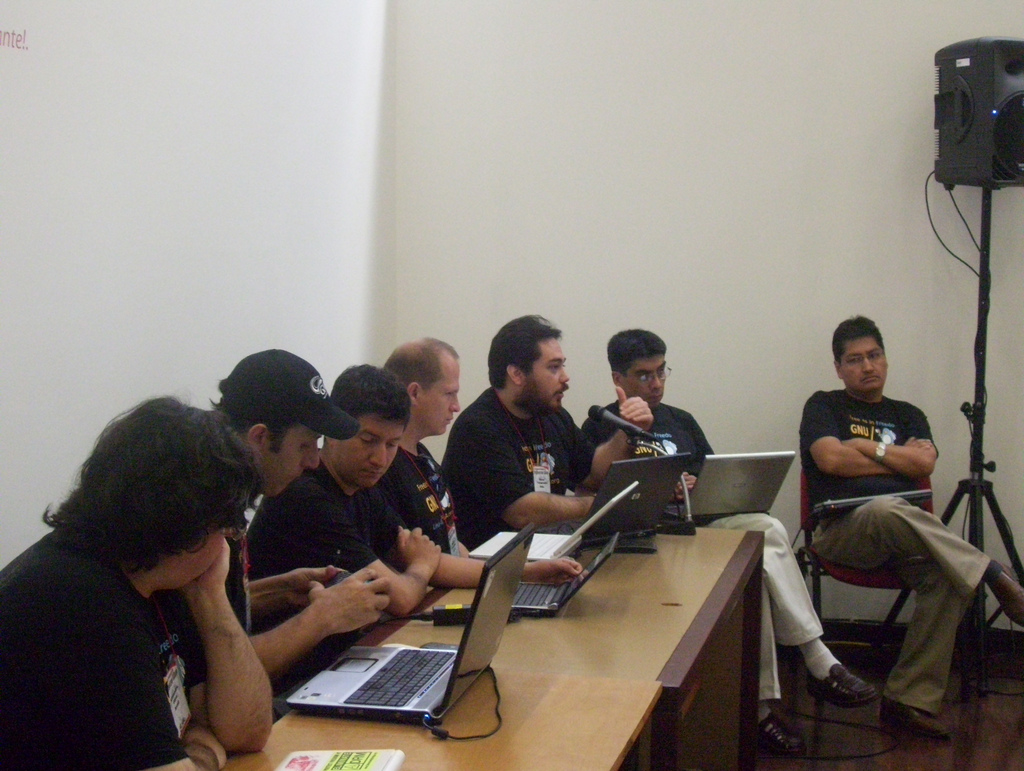
Rueda de Prensa con los miembros de la FSFLA.

El cierre del Quinto Congreso Nacional de Software Libre tuvo lugar en Caracas, se estima una asistencia de poco menos de 700 personas, sirvió como marco para la primera reunión de la "FSFLA", esta reunión resultó con la redacción Declaración de Caracas  Primer Encuentro Fundación Software Libre América Latina un escrito que sintetiza el intercambio de ideas y experiencias en el área del software libre en América Latina.
Esta sede dedicó tres áreas par las actividades llevadas desde el viernes 17 al sábado 18 de julio, el bazar, el bash y el kernel. Cada área se dedicó a diferentes actividades mientras en el bash se dictaban talleres, el kernel para charlas y el bazar se encontraban las comunidades y grupos de usuarios de software libre y el sistema operativo GNU/Linux como:  Venezuela OpenSolaris User Group VOSUG, Grupo de Usuarios GNU/Linux del Estado Aragua LUGMA, Artistas en Software Libre Venezuela, Metadistribucion Canaima GNU/Linux, Grupo de Usuarios GNU/Linux UNEFA Caracas "UNEFA GLUG", Fundación de Ciencias y Tecnología Humberto Fernández Morán, Fedora Venezuela, Ubuntu de Venezuela y Grupo de Usuarios de Postgres de Venezuela. La primera charla del día estuvo a cargo de Richard Stallman con su charla El software libre en la ética y la práctica le siguieron los miembros de las FSFLA junto con ponentes nacionales. En total reunió a 16 ponentes, 7 internacionales y 9 nacionales.
Entre los eventos celebrados se realizó el I Festival de Poesía Hacker, además, esta sede contó con un tema musical denominado Licencia Grave, mostrando el ánimo de vincular el movimiento del software libre con la cultura.

## Sexto Congreso Nacional de Software Libre
Galería Fotográfica

## Séptimo Congreso Nacional de Software Libre
Galería Fotográfica

## Octavo Congreso Nacional de Software Libre
Galería Fotográfica

## Noveno Congreso Nacional de Software Libre
Galería Fotográfica

## Décimo Congreso Nacional de Software Libre
Galería Fotográfica

## Decimoprimer Congreso Nacional de Software Libre (actualmente)
CNSL XI

## Congreso Nacional de Software Libre en América Latina
- Congreso Nacional de software libre en Chile
- Congreso Nacional de software libre en México
- Congreso Nacional de software libre en Bolivia

- Datos: Q5783138